# Florian Serac
Florian Serac (n. 25 martie 1953, Săcădat, România) este un senator român în legislatura 1990-1992 ales în județul Bihor pe listele partidului FSN. În legislatura 1990-1992, Florian Serac a fost membru în grupurile parlamentare de prietenie cu Mongolia, Republica Chile, Japonia și Republica Venezuela. În legislatura 1996-2000, Florian Serac a fost membru în grupul parlamentar de prietenie cu Republica Slovacă.  
Florian Serac a fost deputat PDSR de Bihor în legislaturile 1992-1996 și 1996-2000. Pe total, a servit în Parlament timp de 10 ani. În perioada 2002-2004, Florian Serac a fost prefect al județului Bihor.
În martie 2007 era directorul general executiv al companiei Turism Felix,
poziție în care a fost numit în anul 2005.

## Controverse
Pe vremea când era prefect, presa locală a dovedit implicarea lui în „pulverizarea” patrimoniului SC Mercur SA, Serac alegându-se, în urma unor asocieri dubioase, cu două spații comerciale foarte profitabile, cumpărate pe bani de nimic.